# Центральний (Верхньокетський район)
Центра́льний (рос. Центральный) — селище у складі Верхньокетського району Томської області, Росія. Адміністративний центр Орловського сільського поселення.

## Населення
Населення — 360 осіб (2010; 497 у 2002).
Національний склад (станом на 2002 рік):
- росіяни — 90 %